# 캐럴 로런스
캐럴 로런스(Carol Lawrence, 1932년 9월 5일 ~ )는 미국의 배우, 가수이다.

## 출연 작품
- 욕망의 파편 (1994년)
- 아모레! (1993, Amore!)
- 사랑의 데이트 (1978, Three on a Date)
- 아이드 래더 비 리치 (1964년)
- 다리에서 본 전망 (1961년)
- 뉴 페이스 (1954년) - 본인 역

### 텔레비전
- 닥터 게논 (1971-74)
- 사랑의 유람선 (1979-81)
- 베이사이드 얄개들 (1989-90)